# Taoufik Makhloufi
Taoufik Makhloufi (* 29. dubna 1988 Souk Ahras) je alžírský atlet, běžec, který se věnuje středním tratím.
V roce 2012 se na olympiádě v Londýně stal olympijským vítězem v běhu na 1500 metrů. Jeho osobní rekord na této trati je 3:28,75 z roku 2015. Na světovém šampionátu v Pekingu ve stejné sezóně doběhl ve finále běhu na 1500 metrů čtvrtý.
Úspěšný byl také na olympiádě v Rio de Janeiro v roce 2016, kde získal stříbrnou medaili v bězích na 800 i 1500 metrů.